# Charles Campbell
Charles Campbell (14 de dezembro de 1881 — 19 de abril de 1948) foi um velejador britânico, campeão olímpico. Ele competiu nos Jogos Olímpicos de Verão de 1908 na classe 8 Metre e conquistou a medalha de ouro na disputa a bordo do Cobweb com Blair Cochrane, John Rhodes, Henry Sutton e Arthur Wood.
Durante a Primeira Guerra Mundial, ele serviu nos Life Guards e no Royal Tank Corps. Ele também fazia parte da equipe pessoal de Sir Alexander Godley, comandante-chefe da Força Expedicionária da Nova Zelândia. Depois que seu irmão mais velho morreu em 1915, Campbell assumiu o título de seu pai de Baronete Campbell.